# Авъл Вергиний (трибун 395 пр.н.е.)
Вижте пояснителната страница за други личности с името Авъл Вергиний.
Авъл Вергиний (на латински: Aulus Verginius) е римлянин от знатната фамилия Вергинии.
През 395 пр.н.е. той е народен трибун. С колегата си Квинт Помпоний той организира основаването на римската колония Вейи, етруският град, който през 396 пр.н.е. бил завладян от диктатора Марк Фурий Камил и присъединен към владенията на Рим.
Дъщеря му Виргиния се омъжва през за плебея Луций Волумний Флама Виолент, консул през 307 и 296 пр.н.е. и проконсул в Самниум. Заради несъсловната ѝ женитба през 296 пр.н.е. не я допускат в храма и олтара на Pudicitia patricia на Бичи форум и ядосана тя си прави в къщата един храм и олтар на Плебейската Скромност, Pudicitia plebeia.